# Willie and the hand jive
Willie and the hand jive is een single van Eric Clapton. Het is afkomstig van zijn album 461 Ocean Boulevard. Het is een van de veertien singles die Clapton als soloartiest in de jaren van 1970 tot en met 2011 had. Het was lang zo succesvol niet als haar voorganger I Shot the Sheriff. I Shot was een bewerking van een lied van Bob Marley, Willie was een lied van Johnny Otis uit 1958. Slowhands versie klinkt daarbij duidelijk bedaagder dan de originele versie. De hand jive is een dans.

## Hitnotering
In de Verenigde Staten haalde het nummer de 26e plaats in de Billboard Hot 100. In Engeland en België haalde het de hitparade niet.

### Nederlandse Top 40
| Hitnotering: week 48 t/m 50 in 1974 | Hitnotering: week 48 t/m 50 in 1974 | Hitnotering: week 48 t/m 50 in 1974 | Hitnotering: week 48 t/m 50 in 1974 | Hitnotering: week 48 t/m 50 in 1974 |
| Week:                               | 1                                   | 2                                   | 3                                   |                                     |
| ----------------------------------- | ----------------------------------- | ----------------------------------- | ----------------------------------- | ----------------------------------- |
| Positie:                            | 33                                  | 31                                  | 40                                  | uit                                 |

### NederlandseSingle Top 100
| Hitnotering: 30-11-1974 t/m 13-12-1974 | Hitnotering: 30-11-1974 t/m 13-12-1974 | Hitnotering: 30-11-1974 t/m 13-12-1974 | Hitnotering: 30-11-1974 t/m 13-12-1974 |
| Week:                                  | 1                                      | 2                                      |                                        |
| -------------------------------------- | -------------------------------------- | -------------------------------------- | -------------------------------------- |
| Positie:                               | 30                                     | 28                                     | uit                                    |

## Andere artiesten
Er zijn nog andere covers opgenomen, maar die waren niet zo succesvol als het origineel (alleen in de Verenigde Staten) of de versie van Clapton:
- George Thorogood
- Bo Diddley